# 1816.
◄ | 18. stoljeće | 19. stoljeće | 20. stoljeće | ►
◄ | 1780-ih | 1790-ih | 1800-ih | 1810-ih | 1820-ih | 1830-ih | 1840-ih | ►
◄◄ | ◄ | 1813. | 1814. | 1815. | 1816. | 1817. | 1818. | 1819. | ► | ►►
Arhitektura • Astronomija • Biologija • Glazba • Kazalište • Kemija • Kiparstvo • Knjige • Književnost • Kršćanstvo • Meteorologija • Medicina • Politika • Pravo • Promet • Slikarstvo • Šport • Znanost

## Događaji
- 26. lipnja – Aachenskim sporazumom formiran Neutralni Moresnet.

## Rođenja
- 14. siječnja – Antun Nemčić, hrvatski književnik († 1849.)
- 2. veljače – Mirko Bogović, hrvatski književnik († 1893.)
- 20. travnja – Bogoslav Šulek, hrvatski jezikoslovac († 1895.)
- 1. svibnja – Aleksander Terplan, slovenski književnik u Ugarskoj († 1858.)
- 24. svibnja – Emanuel Leutze, američki slikar njemačkoga podrijetla († 1868.)
- 29. svibnja – Ivan Kukuljević Sakcinski, hrvatski političar, književnik i povjesničar († 1889.)
- 11. rujna – Carl Zeiss, njemački optičar († 1888.)
- 13. prosinca – Werner von Siemens, njemački elektrotehničar i izumitelj († 1892.)

## Vanjske poveznice
|  | Zajednički poslužitelj ima još gradiva o temi 1816. |